# Julus araneoides
Julus araneoides är en mångfotingart som beskrevs av Peter Simon Pallas 1772. Julus araneoides ingår i släktet Julus och familjen kejsardubbelfotingar. Inga underarter finns listade i Catalogue of Life.